# Brody (gmina, Sainte-Croix)
Pour les articles homonymes, voir Brody.
Brody est une gmina rurale du powiat de Starachowice, Sainte-Croix, dans le centre-sud de la Pologne. Son siège est le village de Brody, qui se situe environ 11 km à l'est de Starachowice et 45 km à l'est de la capitale régionale Kielce.
La gmina couvre une superficie de 161,25 km2 pour une population de 10 811 habitants.

## Géographie
La gmina inclut les villages d'Adamów, Bór Kunowski, Brody, Budy Brodzkie, Dziurów, Henryk, Jabłonna, Krynki, Kuczów, Lipie, Lubienia, Młynek, Połągiew, Ruda, Rudnik, Staw Kunowski et Styków.
La gmina borde la ville de Starachowice et les gminy de Iłża, Kunów, Mirzec, Pawłów, Rzeczniów, Sienno et Wąchock.